# الی صعب

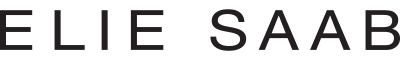
لوگوی خانهٔ مد الی ساب.

الی صعب (به عربی: إيلي صعب)؛ طراح لباس لبنانی و بنیانگذار برندِ الی ساب (به انگلیسی: Elie Saab) است. شهرت اِلی صعب در طراحی لباس‌های شب زنانه با دوخت سفارشی و اوت کوتور است، ولی پوشاک آماده، عطر، کیف، کفش و زیورآلات نیز از تولیدات برندِ وی هستند. تولیدات الی صعب در بیروت ساخته شده و با هواپیما صادر می شود.

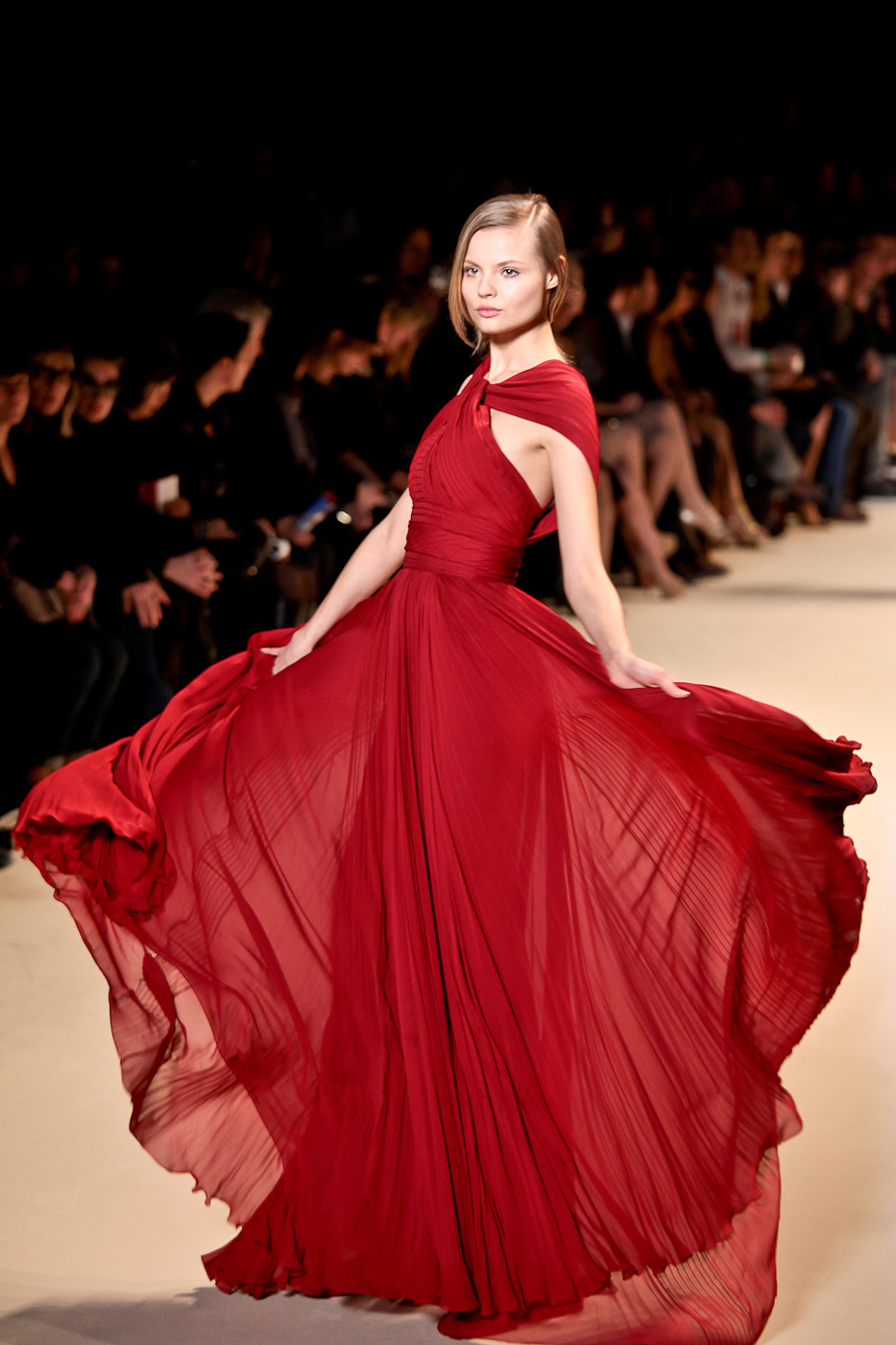
لباس شب با دوخت سفارشی طراحی شده توسط اِلی صعب.

## زندگی و فعالیت حرفه‌ای
اِلی صعب در چهارم ژوئیهٔ ۱۹۶۴ میلادی در بیروت متولد شد. وی که خودآموختهٔ طراحی لباس است، فعالیتش در این زمینه را از سن ۹ سالگی با طراحی لباس برای خواهرانش و سپس فروش خلاقیت‌های دست‌دوزش به زنان محله‌شان آغاز کرد.
وی در سال ۱۹۸۱ میلادی برای تحصیل در رشتهٔ طراحی لباس به پاریس رفت، ولی شوق فراوانش در آغاز به کارِ طراحی و دوخت لباس موجب شد که به بیروت بازگردد و در سال ۱۹۸۲ میلادی خیاط خانهٔ خود را به راه بیندازد. آتلیهٔ وی از همان ابتدا به تولید لباس‌های شب و پیراهن‌های عروسی پرداخت و لباس‌هایش تلفیقی از مُدهای شرقی و غربی بودند. در دههٔ ۸۰ کلکسیون لباس‌های طراحی شده توسط وی مشتری‌های خاصی، از جمله شاهزادگان را به خود جذب کردند و نام اِلی ساب (صعب) کم‌کم به شهرت رسید.
از ویژگی‌های بارز لباس‌های طراحی شده توسط وی می‌توان به استفاده از پارچه‌های گران قیمت، مروارید، کریستال، نخ و نوارهای ابریشمی، و قلاب‌دوزی با جزئیات فراوان اشاره کرد که مجموع این عناصر نام او را به عنوان طراحی چیره‌دست مطرح می‌سازد.
شهرت اِلی صعب در اوایل سال ۲۰۰۲ میلادی به اوج خود رسید، زمانی که هلی بری در پیراهن سرخ طراحی شده توسط وی در مراسم اسکار شرکت کرده و جایزه اسکار بهترین بازیگر نقش اول زن را دریافت نمود. این اولین بار بود که یک زن سیاهپوست برندهٔ این جایزه می‌شد و اِلی ساب (صعب) نیز اولین طراح لباس لبنانی بود که لباس یک برندهٔ اسکار را طراحی می‌کرد.
از دیگر ستارگانی که لباس‌های دوخت سفارشی اِلی ساب (صعب) را بر تن کرده‌اند می‌توان به این افراد اشاره کرد: آنجلینا جولی، اما واتسون، ساندرا بولاک، آیشواریا رای، آنگون، بیانسه، کیتی پری، کاترین زتا جونز، مریل استریپ، ماریون کوتیار، میلا کونیس، کریستینا آگیلرا، گوئینت پالترو، کرینا کاپور، سلما هایک، شارلیز ترون، تیلور سوئیفت و جین فوندا.

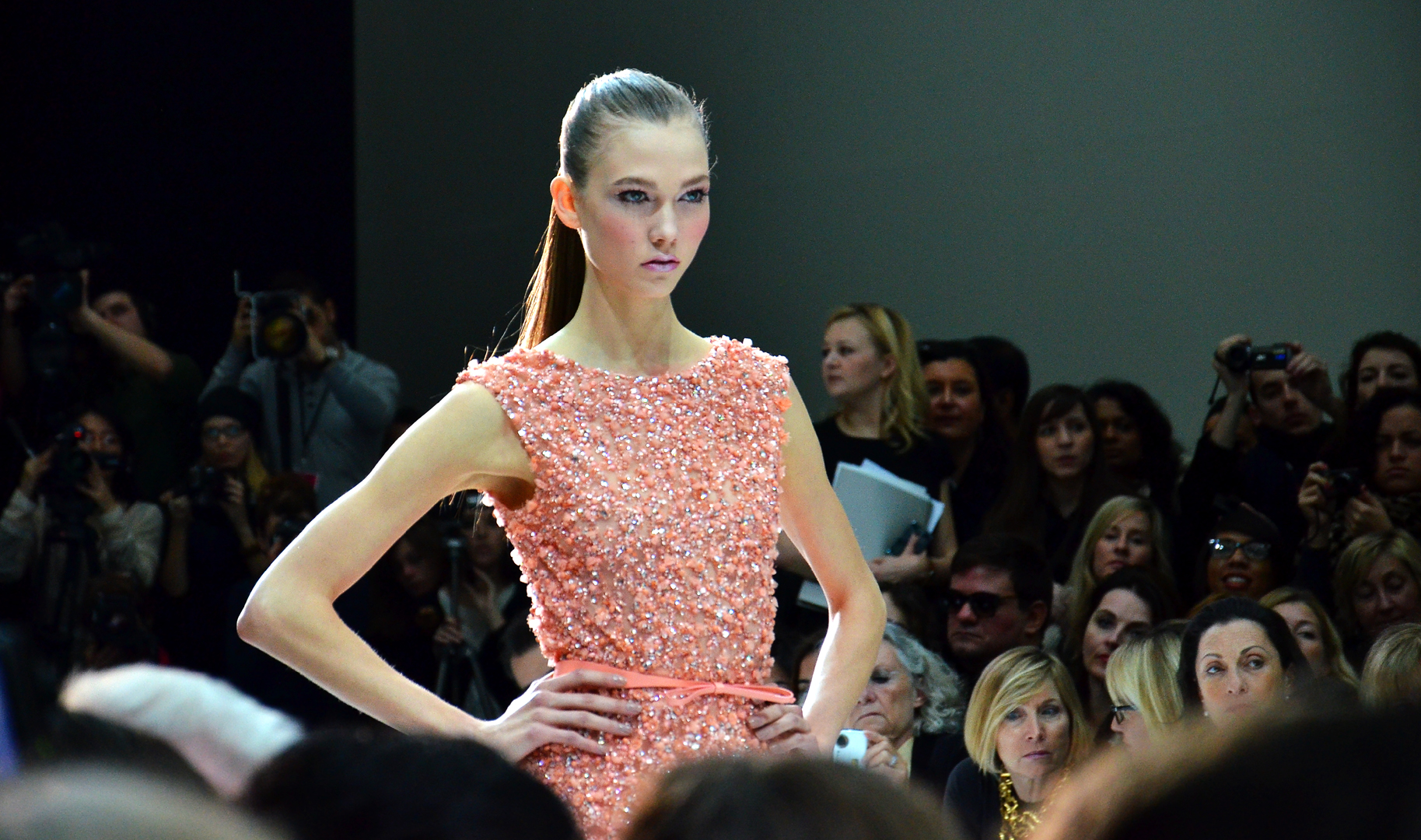
لباسی از مجموعهٔ بهاره-تابستانهٔ خانهٔ مد اِلی ساب در شوی لباس بیروت.

دفتر اصلی اِلی ساب (صعب) در بیروت واقع شده و این خانهٔ مُد شعبه‌هایی در نیویورک، پاریس، لندن و دبی نیز دارد. پوشاک آمادهٔ این برند ساخت لبنان هستند و اِلی ساب (صعب) دارای ۶۰ بوتیک در سراسر دنیاست.